# Atari Teenage Riot
Pour les articles homonymes, voir ATR.
Atari Teenage Riot (ATR) est un groupe allemand de digital hardcore, originaire de Berlin. Il est formé en 1992 par Alec Empire, Carl Crack et Hanin Elias, rejoint en 1996 par Nic Endo. 
Engagé politiquement, le groupe se revendique anti-nazi, anti-fasciste et anarchiste avec des paroles à contenance punk et un genre musical émergeant d'une nouvelle forme de techno, appelée plus tard digital hardcore. Alec Empire reprendra par la suite ce terme pour créer son nouveau label, Digital Hardcore Recordings. Nic Endo se joint au groupe en 1996, mais son premier concert avec ceux-ci ne s'effectue qu’au printemps 1997 à Austin, au Texas, lors du SXSW.
Le groupe se sépare en 2000, et revient dix ans plus tard, en 2010. En 2011, ils publient leur premier album en plus de dix ans, Is this Hyperreal?.

## Histoire
Le groupe est formé dans le but d'attaquer la sous-culture néonazie en mêlant punk hardcore et techno allemande ; il comprend à l'origine trois berlinois : Alec Empire, Hanin Elias et le MC Carl Crack. Leurs premiers projets (dont la chanson Hetzjagd Auf Nazis!) créent la polémique en Allemagne. Après leur signature chez la major Phonogram Records en 1993, le groupe reçoit une avance financière considérable qui leur permet de fonder leur propre label, Digital Hardcore Recordings (DHR). ATR ne fournira jamais de démo viable au label Phonogram.
La major Intercord signe le groupe en 1995 pour l'Allemagne. Digital Hardcore Recordings publie leur premier album Delete Yourself! à l'international. En 1996, les Beastie Boys achèteront l'album pour le publier aux États-Unis, accompagné de quelques morceaux bonus, sous le titre Burn Berlin Burn à leur label Grand Royal. En 1996, ATR est rejoint par Nic Endo, une musicienne allemande d'origines japonaises noise/soundscape, qui jouera son premier concert avec ATR au printemps 1997 à Austin, au Texas, lors du SXSW.
Hanin Elias quitte officiellement ATR lors du concert à la Brixton Academy en hiver 1999. 
En automne 2000, ATR commencent à enregistrer leur quatrième album studio. 
Carl Crack décède en septembre 2001. La date exacte de son décès reste encore inconnue. Il est retrouvé sans vie, le 6 septembre 2001, dans son logement de Berlin. Carl Crack souffrait d’épisodes de psychose et avait fait l'objet de traitements pour cela. Le rapport officiel de sa mort mentionne une quantité anormale d'alcool et de médicaments trouvés dans son estomac, suggérant un suicide.

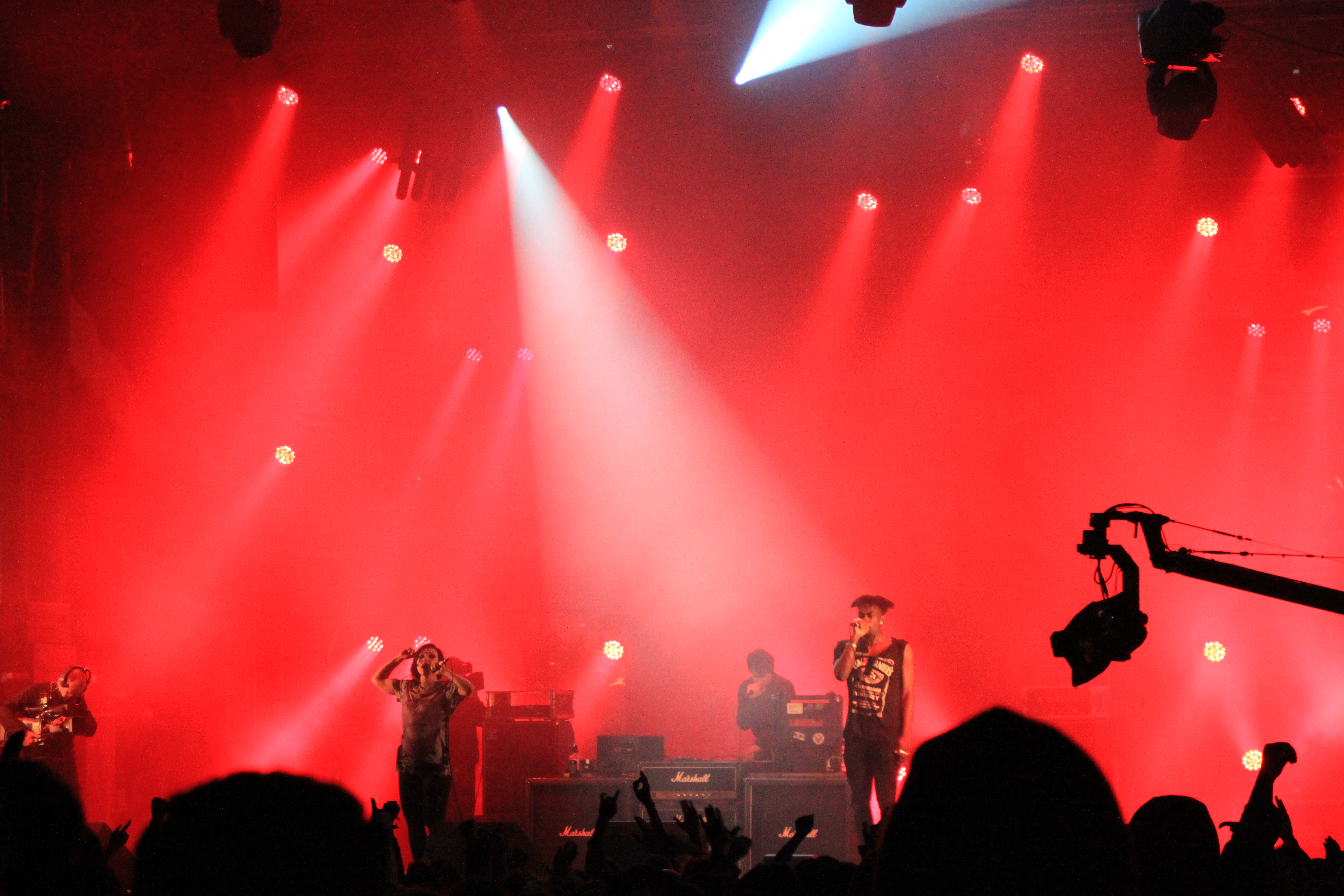
Atari Teenage Riot au Hellfest en 2013.

En octobre 2006, une compilation rétrospective d'ATR, Atari Teenage Riot: 1992-2000, est publiée.
En 2011, ils publient leur premier album en plus de dix ans, Is this Hyperreal?. À la fin 2011, ATR apporte son soutien à WikiLeaks, attaqué par de grands groupes financiers. 
En 2014, KiDTRONiK est remplacé par MC Rowdy Superstar, et cette formation publie leur nouvel album studio, Reset. L'album est initialement publié au Japon, et publié à l'international en 2015. 

## Discographie

### Albums studio
- 1995 : Delete Yourself (DHR 1995, DHR 1999)
- 1996 : The Future of War (DHR 1996, Beat Records 1997)
- 1997 : Burn Berlin Burn (Grand Royal)
- 1998 : Live in Philadelphia - Dec. 1997 (DHR)
- 1999 : 60 Second Wipeout (DHR 1999, Beat Records 1999, DHR 2000)
- 1999 : Live at Brixton Academy (DHR)
- 2002 : Redefine the Enemy - Rarities and B-Side Compilation 1992-1999 (DHR)
- 2006 : Atari Teenage Riot: 1992-2000 (DHR)
- 2011 : Is this Hyperreal? (DHR)
- 2012 : The Collapse of History (Single & Remix EP bundle) (DHR)
- 2014 : Reset (DHR, réédité en 2015)

### Singles et EP
- 1996 : Kids Are United (DHR)
- 1996 : Speed / Midijunkies (DHR)
- 1996 : Deutschland Has Gotta Die! (Grand Royal)
- 1996 : Not Your Business (Grand Royal)
- 1997 : Sick to Death (DHR, Beat Records)
- 1997 : Destroy 2000 Years of Culture (Interdord, Cortex)
- 1999 : Too Dead for Me (DHR)
- 1999: Revolution Action! (DHR)
- 2000 : Rage (DHR)
- 2011 : Blood in My Eyes (DHR)
- 2015 : J1M1 (Digital Hardcore Recordings)

## Vidéographie
- 2008 : Atari Teenage Riot / Alec Empire - Sixteen Years of Video Material (Eat Your Heart Out, Monitorpop Entertainment)